# Rauðahnúkafjall
Rauðahnúkafjall är ett berg i republiken Island. Det ligger i regionen Västlandet, 40 km norr om huvudstaden Reykjavík. Toppen på Rauðahnúkafjall är 770 meter över havet.
Trakten runt Rauðahnúkafjall är nära nog obefolkad, med mindre än två invånare per kvadratkilometer. Närmaste större samhälle är Borgarnes, nära Rauðahnúkafjall. Trakten runt Rauðahnúkafjall består i huvudsak av gräsmarker.